# Monique Strubbe

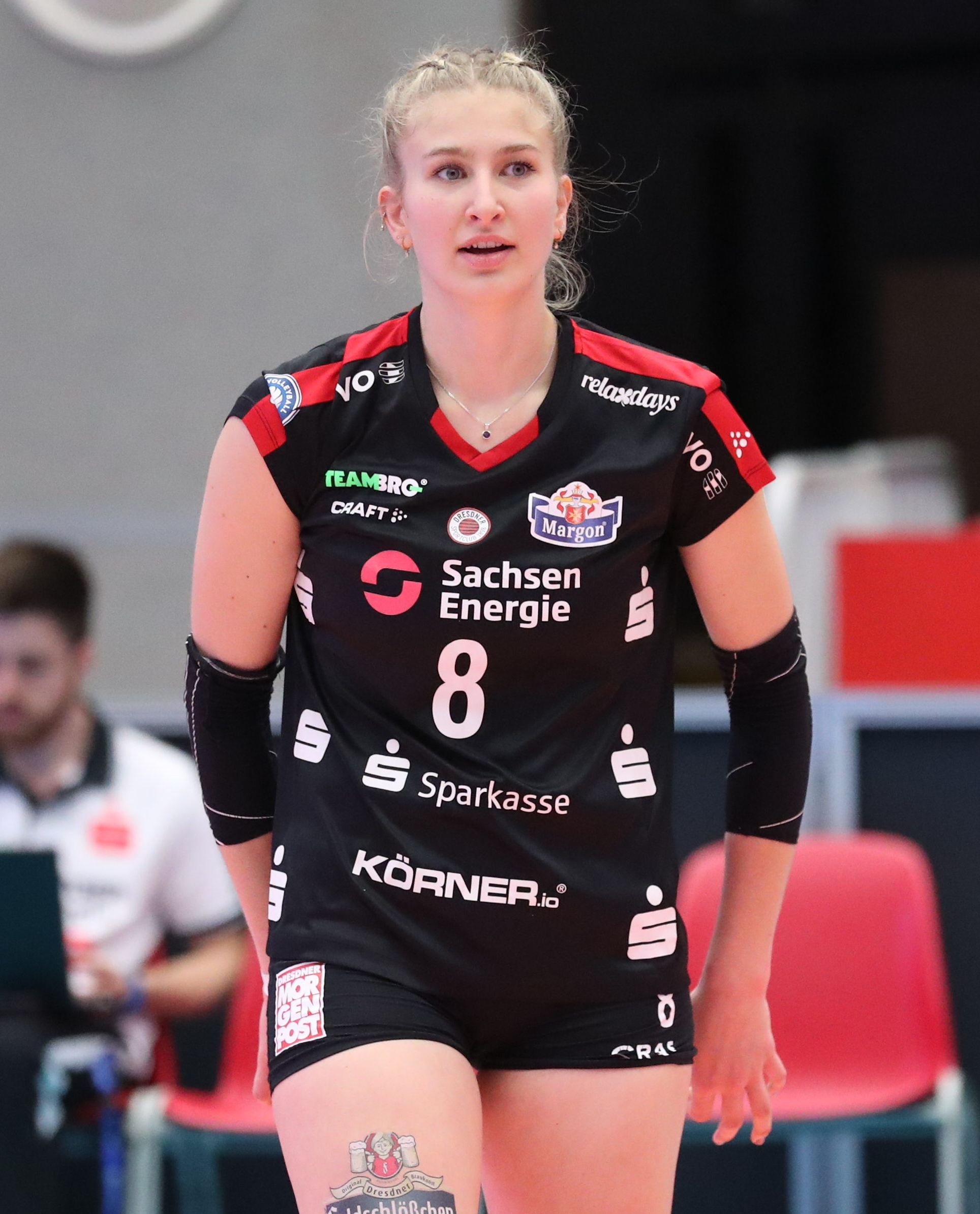
Monique Strubbe zawodniczką Dresdner SC w sezonie 2021/2022

Monique Strubbe (ur. 5 lipca 2001 w Chemnitz) – niemiecka siatkarka, reprezentantka kraju, grająca na pozycji środkowej.

## Kariera klubowa
| Kariera juniorska | Kariera juniorska     | Kariera juniorska | Kariera juniorska | Kariera juniorska | Kariera juniorska | Kariera juniorska | Kariera juniorska | Kariera juniorska | Kariera juniorska | Kariera juniorska |
| ----------------- | --------------------- | ----------------- | ----------------- | ----------------- | ----------------- | ----------------- | ----------------- | ----------------- | ----------------- | ----------------- |
| Lata              | Klub                  |                   |                   |                   |                   |                   |                   |                   |                   |                   |
| 2015–2020         | VC Olympia Dresdner   |                   |                   |                   |                   |                   |                   |                   |                   |                   |
| Kariera seniorska |                       |                   |                   |                   |                   |                   |                   |                   |                   |                   |
| Lata              | Klub                  |                   |                   |                   |                   |                   |                   |                   |                   |                   |
| 2019–2023         | Dresdner SC           |                   |                   |                   |                   |                   |                   |                   |                   |                   |
| 2023–2024         | Allianz MTV Stuttgart |                   |                   |                   |                   |                   |                   |                   |                   |                   |
| 2024–             | Volley Bergamo 1991   |                   |                   |                   |                   |                   |                   |                   |                   |                   |

## Sukcesy klubowe
Puchar Niemiec:
- 2020[7], 2024[8]

Mistrzostwo Niemiec:
- 2021[9], 2024[10]

Superpuchar Niemiec:
- 2021[11], 2023[12]